# Il commerciante
Il commerciante è un singolo del cantautore italiano Diodato, pubblicato il 17 aprile 2019 come primo estratto dal quarto album in studio Che vita meravigliosa.

## Descrizione
Pubblicato a sorpresa, il brano è un invito del cantautore a riscoprire l'autenticità del rapporto diretto tra acquirente e commerciante in un mondo ormai dominato dal commercio elettronico:

## Tracce
1. Il commerciante – 3:14